# 渡辺津

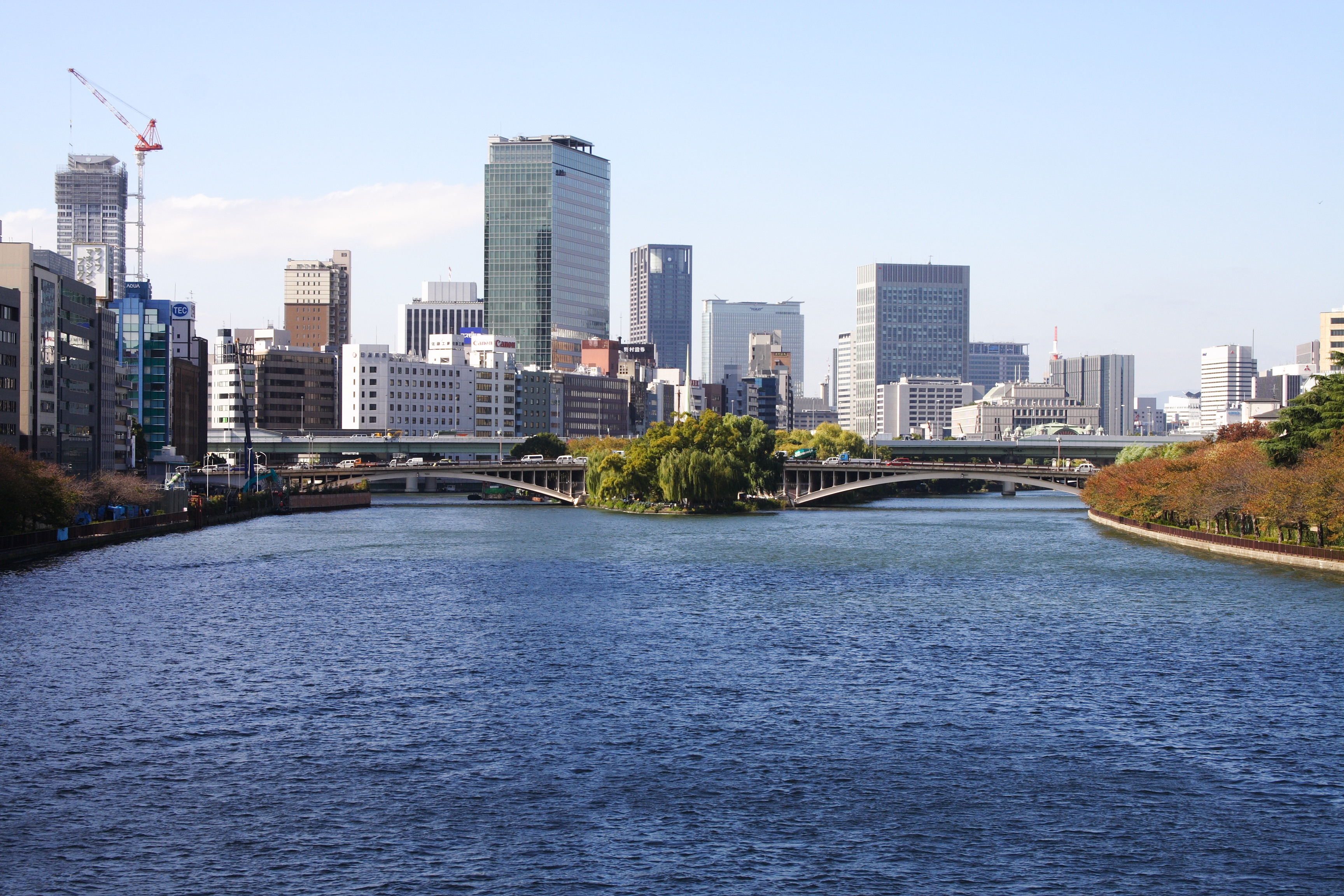
天神橋（渡辺津の推定地）

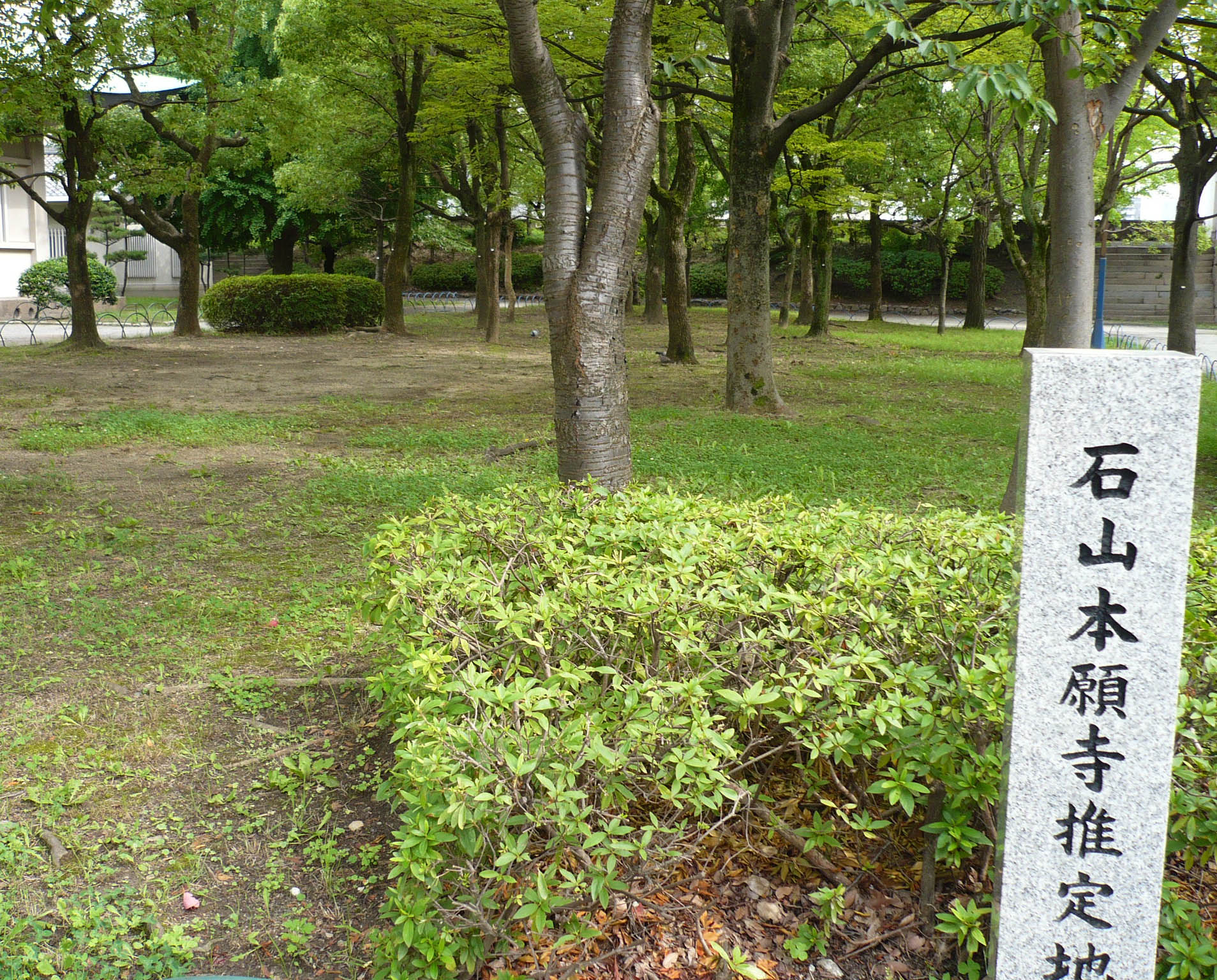
石山本願寺推定地

渡辺津（わたなべのつ）は、摂津国の旧淀川河口近くに存在した、瀬戸内海沿岸で最大級の港湾。「窪津（九品津）」とも呼ばれる。現在の大阪市の中心部、旧淀川にかかる天満橋から天神橋の間くらいの位置にあり、ここを中心とした北船場一帯が入り江で、上町台地の北端の西部一帯に街が栄えていたと見られる。古代の難波津が中世に機能し続けたものである。

## 概要
瀬戸内と京の間の水運の拠点で、海上・河川の船の積替え場であり、淀川を南北に渡る渡し場でもあった。また、交通や経済のみならず、宗教的にも重要な場所であった。京から四天王寺・住吉大社・熊野へ詣でる際は淀川からの船をここで降りていたため、熊野古道もこの渡辺津が起点だった。後日港の近くの台地の上に石山本願寺が築かれ、浄土真宗の本拠となった。
軍事的にも重要な港であった。平安時代後期には嵯峨源氏の源綱（渡辺綱）がこの地に住んで渡辺を名字とし、渡辺氏を起こした。渡辺綱の子孫は渡辺党と呼ばれる武士団に発展し、港に立地することから水軍として日本全国に散らばり、瀬戸内海の水軍の棟梁となる。その代表的な支族は北九州の松浦氏とされ、松浦氏を惣領とする松浦党である。豊臣氏家臣の摂津渡辺氏や徳川氏譜代の三河渡辺氏もまた子孫と称した。その他に山田渡辺氏と安芸渡辺氏もある。
この地にあった有名な神社が坐摩神社（社号は「いかすり」と読むが、通常は「ざま」）である。かつての本殿は、渡辺津のあった場所（天神橋東南の渡辺町、現在の石町）にあったが、16世紀末に豊臣秀吉が大坂城を築城する際に土着の渡辺党の存在を嫌い、坐摩神社および渡辺党に退去を命じ、渡辺津の歴史は終わった。坐摩神社は現在地の船場（Osaka Metro本町駅の南）に移転した。渡辺党も船場など大阪各地へ移転することになる。淀川南岸の坐摩神社および周囲の神官・武士・住民は船場の渡辺町に移転したが、淀川北岸の武具をつくる皮革職人や下級神官らは一旦は南岸の人々と同じ場所に移転したものの、被差別民として遠ざけられ、大坂周辺を転々とした後、木津村領内に渡辺村と浪速神社（坐摩神社の境外末社）を構え、皮革製造や大阪市内の刑罰・火消などに携わることとなる。

## 補説

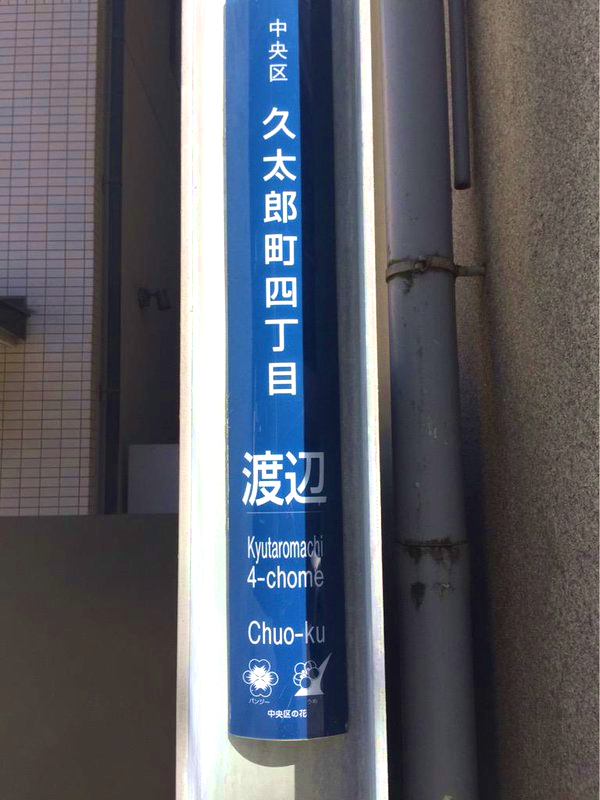
「久太郎町四丁目渡辺」の街区表示板

- 中之島を渡る四つ橋筋の橋に「渡辺橋」があるが、これは渡辺津の繁栄にちなみ江戸時代につけられた名前で、渡辺津のあった場所からは若干下流に当たる。
- 上記、坐摩神社のある場所も「渡辺」というが、ここも豊臣秀吉によって渡辺の地名ごと現在地に移転させられたもので本来の渡辺津からは離れている。現在の住所は大阪市中央区久太郎町4丁目渡辺だが、1988年（昭和63年）の地名変更まではここを渡辺町といっていた。渡辺の名のルーツが消えるのに反対する運動が渡辺氏の末裔の間で起こり、結局丁目の後ろの街区の代わりに渡辺の名が残ることになった。